# Acanthopharyngoides tyrrhenicus
Acanthopharyngoides tyrrhenicus är en rundmaskart som beskrevs av Christian Wieser 1954. Acanthopharyngoides tyrrhenicus ingår i släktet Acanthopharyngoides och familjen Desmodoridae. Inga underarter finns listade i Catalogue of Life.